# Saint-Didier-sur-Arroux
Saint-Didier-sur-Arroux é uma comuna francesa na região administrativa de Borgonha-Franco-Condado, no departamento Saône-et-Loire. Estende-se por uma área de 28,1 km². Em 2010 a comuna tinha 230 habitantes (densidade: 8,2 hab./km²).